# Bergpark Wilhelmshöhe
O Bergpark Wilhelmshöhe é um parque em Kassel, Alemanha. Possui 2,4 km2. Sua construção começou em 1696 e demorou cerca de 150 anos. O parque possui a maior área verde em colina da Europa. É famoso principalmente pelo Monumento a Ercole e a cascata em pedra criada pelo arquiteto Giovanni Francesco Guerniero.

## UNESCO
Foi inscrito como Patrimônio Mundial da UNESCO pelo "seu tamanho e por suas quedas d´água que, em conjunto com a estátua de Hércules constituem uma expressão dos ideais absolutistas da Monarquia enquanto o conjunto é um testemunho impressionante da estética dos períodos Barroco e Romântico..."